# Rainer Kussmaul
Rainer Kussmaul (Mannheim, 3 juni 1946 - Freiburg im Breisgau, 27 maart 2017) was een Duitse violist en dirigent.
Kussmaul kreeg zijn eerste vioollessen van zijn vader. Na zijn studie aan in Mannheim en bij Carl-Flesch-leerling Ricardo Odnoposoff aen de Staatlichen Hochschule für Musik und Darstellende Kunst Stuttgart was Kussmaul prijswinnaar tijdens internationale concoursen, zowel als solist als met zijn pianotrio, het Stuttgarter Klaviertrio. Hij was actief over de hele wereld als solist en in de kamermuziek.
Kussmaul was een internationaal veelgevraagde docent. Sinds 1977 was hij docent aan de Hochschule für Musik Freiburg en was hij leider van de Carl-Flesch-Akademie in Baden-Baden. Van 1993 tot 1997 was hij concertmeester van de Berliner Philharmoniker. Sinds die tijd leidde hij de Berliner Barocksolisten. Leerlingen van Kussmaul in Freiburg richtten het Freiburger Barockorchester, op, wat is uitgegroeid tot een internationaal vermaard ensemble.
Zijn broer Jürgen Kussmaul (1944) is een bekende altviolist en werkte ooit samen met Anner Bijlsma.
Hij overleed op 70-jarige leeftijd aan kanker.